# Boridia grossidens
La burriqueta o salmerón (Boridia grossidens) es la única especie del género Boridia. Es un pez marino de la familia de los haemúlidos, distribuido por el Atlántico Suroeste (costa atlántica de Argentina, Uruguay y Brasil).
Es pescado y tiene cierta importancia comercial en los mercados.

## Anatomía
La longitud máxima normal para algunos autores es de poco más de 19 cm, aunque se han descrito capturas de 30 cm.
En las costas uruguayas se encuentran especímenes de hasta 45cm generalmente en la modalidad de pesca de embarque

## Hábitat y biología
Su hábitat es estar siempre cerca del fondo marino, en aguas subtropicales de la plataforma continental a poca profundidad.